# August Rönnow
August Rönnow, född den 9 oktober 1857 i Öljehults socken, Blekinge län, död den 7 juli 1924 i Stockholm, var en svensk företagsledare. Han var far till Sixten Rönnow.
Rönnow genomgick Smedmans handelsskola i Stockholm 1878. Han var anställd på Ångfartygsaktiebolaget Göta kanals kontor i Stockholm 1876–1900 och verkställande direktör för nämnda bolag 1901–1918. Rönnow var styrelseledamot i Sveriges allmänna sjöfartsförening och kommunalman i Stockholm. Han blev riddare av Vasaorden 1917. Rönnow vilar i en familjegrav på Sandsborgskyrkogården.